# مؤسسو هوغوورتس
مؤسسو هوغوورتس (بالإنجليزية: Hogwarts Founders)‏ أربع شخصيات خيالية لسحرة هم:غودريك غريفندور، سالازار سليذرين، روينا رافنكلو، وهلغا هافلباف في سلسلة هاري بوتر للكاتبة البريطانية ج. ك. رولنغ أنشؤوا مدرسة هوغوورتس للسحر والشعوذة بعيداً عن أعين غير السحرة قبل ألف عام من أحداث السلسلة الحالية. أسس كل واحد منهم بيتاً حمل اسمه، واختار طلابه بنفسه بناء على صفاته الشخصية أو الصفات التي يُقدرها، واستمر التنافس بين البيوت في إطار المدرسة حتى الوقت الحالي.

## تاريخ المؤسسين
بحسب قبعة التنسيق، كان المؤسسون الأربعة أعظم السحرة في زمانهم، وقد تعاونوا جميعاً لبناء هوغوورتس بعيداً عن أعين العامة قبل ألف عام من توقيت القصة (حوالي 1100)، فبنوا قلعة هوغوورتس، وفيها بنى كل منهم بيتاً حمل اسمه، واتخذ له علماً وشعاراً.
استمر التعاون بين المؤسسين فترة قبل أن يدب الشقاق بينهم نتيجة لميل كل منهم إلى السيطرة، وتصاعدت الخلافات بينهم في موضوع الطلاب المقبولين في المدرسة، حيث رأى سالازار سليذرين أن هوغوورتس ينبغي أن تكون لأبناء السحرة فقط، وأنها ينبغي ألا تقبل غيرهم، الأمر الذي عارضه المؤسسون الآخرون، وخصوصاً غودريك غريفندور، لتنتهي الأزمة برحيل سليذرين النهائي، الذي أحزن بقية رفاقه رغم خلافهم. وكنتيجة لغياب سليذرين، خلع غودريك غريفندور قبعته وجعلها قبعة التصنيف، لتقوم بمهمة اختيار التلاميذ وإرسالهم إلى منازلهم بدلاً عن المؤسسين. ولا تزال قبعة التصنيف باقية في مكتب مدير هوغوورتس حتى زمن السلسلة الحالي.

## غودريك غريفندور
ينحدر غريفندور من قرية غودريكز هولو، والتي سميت باسمه. يقال أن غريفندور يتحلى بالشجاعة والتصميم والقوة، وهو الذي سمح للمولودين من العامة بالدراسة في هوغوورتس. كان يوماً ما صديقاً حميماً لسالازار سليذرين.
الأثر الوحيد المعروف له هو سيفه الذي صنعه الجن، والذي له قوة لتدمير الهوركروكس لأنه مشرب بسم الباسيليسك.
شعار بيت غريفندور هو الأسد.

## هلغا هفلباف
معروفة بأنها أكثر المؤسسين اجتهاداً واخلاصاً وتفانياً في العمل. و أيضا معروف عنها طيبتها واتقانها لتعاويذ الطعام، كما قيل أنها هي التي أحضرت الجن المنزلي لهوغوورتس.
من آثارها كأس هفلباف الذي حوله لورد فولدمورت إلى هوركروكس.
شعار بيت هفلباف هو الغرير.

## روينا رافنكلو
تشتهر رافنكلو بذكائها وحكمتها المطلوبة لدخول البيت الذي أسسته.
الأثر الوحيد الذي كان باقياً منها هو تاجها الذي قيل عنه أنه سبب حكمتها، والذي سرقته ابنتها هيلينا رافنكلو، أو السيدة الرمادية، مما عجل في موت روينا رافنكلو. بعدها بزمن طويل عثر لورد فولدمورت على التاج وحوله إلى هوركروكس.
شعار بيت رافنكلو هو النسر.

## سالازار سليذرين
هو أدهى المؤسسين وأكثرهم ميلاً للشر، كان مصمماً على دخول نقيي الدم فقط إلى المدرسة مما أدى إلى خلاف بينه وبين المؤسسين، تركهم على إثره، وقبل أن يتركهم، بنى في هوغوورتس غرفة سرية عرفت بحجرة الأسرار. اشتهر بأنه قادر على التحدث بلغة الثعابين.
كان لدى سليذرين قلادة حولها لورد فولدمورت إلى هوركروكس وشعار منزل سليذرين هو الثعبان.